# Football League First Division
Die Football League First Division war von der Saison 1892/93 bis 1991/92 die höchste Spielklasse im englischen Fußball. In den ersten vier Saisons von 1888/89 bis 1891/92 hieß die höchste Klasse anfangs einfach nur Football League. Seit 1992 heißt die oberste Liga Premier League, wodurch die Football League First Division zur zweiten Liga wurde.
Mit Beginn der Saison 2004/05 wurde die Football League Championship als Nachfolgeklasse (zweite Liga) der First Division eingeführt, letztere stellte bis 2016 unter dem neuen offiziellen Namen Football League One nunmehr die dritthöchste Klasse des englischen Fußballs dar.

## Vereine
24 Vereine nahmen an der First Division teil. Am Ende jeder Saison stiegen die beiden in der Tabelle höchstplatzierten Vereine mit dem Gewinner der Play-offs, ermittelt zwischen den Vereinen, die die Saison zwischen dem dritten und sechsten Platz abgeschlossen hatten, in die Premier League auf. Sie wurden durch die drei in der Premier League am Tabellenende platzierten Vereine ersetzt. Die Vereine, die zum Abschluss in der First Division die Plätze 22 bis 24 belegt haben, stiegen nach dem gleichen Prinzip in die Second Division ab und wurden von den beiden Gewinnern der Second Division und dem Playoff-Gewinner ersetzt.

## Gewinner der Football League First Division

### Sieger des alten Football-League-Formats (1888/89–1991/92)jetzt:FA Premier League
Die in Fettdruck geschriebenen Sieger stellten im Jahr des Titelgewinns auch den Torjäger.
| Saison    | Sieger                                             | Bester Torschütze                                                                                             |
| --------- | -------------------------------------------------- | --- |
| 1888/89   | Preston North End                                  | John Goodall (20 Tore) (Preston)                                                                              |
| 1889/90   | Preston North End                                  | Nick Ross (22) (Preston)                                                                                      |
| 1890/91   | FC Everton                                         | Jack Southworth (26) (Blackburn)                                                                              |
| 1891/92   | AFC Sunderland                                     | John M. Campbell (32) (Sunderland)                                                                            |
| 1892/93   | AFC Sunderland                                     | John M. Campbell (30) (Sunderland)                                                                            |
| 1893/94   | Aston Villa                                        | Jack Southworth (27) (Everton)                                                                                |
| 1894/95   | AFC Sunderland                                     | John M. Campbell (21) (Sunderland)                                                                            |
| 1895/96   | Aston Villa                                        | John J. Campbell (26) (Aston Villa)                                                                           |
| 1896/97   | Aston Villa                                        | Steve Bloomer (24) (Derby)                                                                                    |
| 1897/98   | Sheffield United                                   | Fred Wheldon (23) (Aston Villa)                                                                               |
| 1898/99   | Aston Villa                                        | Steve Bloomer (24) (Derby)                                                                                    |
| 1899/1900 | Aston Villa                                        | Billy Garraty (27) (Aston Villa)                                                                              |
| 1900/01   | FC Liverpool                                       | Steve Bloomer (24) (Derby)                                                                                    |
| 1901/02   | AFC Sunderland                                     | Jimmy Settle (18) (Everton)                                                                                   |
| 1902/03   | Sheffield Wednesday                                | Sam Raybould (31) (Liverpool)                                                                                 |
| 1903/04   | Sheffield Wednesday                                | Steve Bloomer (20) (Derby)                                                                                    |
| 1904/05   | Newcastle United                                   | Arthur Brown (21) (Sheffield Utd.)                                                                            |
| 1905/06   | FC Liverpool                                       | Albert Shepherd (26) (Bolton)                                                                                 |
| 1906/07   | Newcastle United                                   | Sandy Young (28) (Everton)                                                                                    |
| 1907/08   | Manchester United                                  | Enoch West (28) (Nott. Forest)                                                                                |
| 1908/09   | Newcastle United                                   | Bertram C. Freeman (38) (Everton)                                                                             |
| 1909/10   | Aston Villa                                        | Jack Parkinson (30) (Liverpool)                                                                               |
| 1910/11   | Manchester United                                  | Albert Shepherd (25) (Newcastle)                                                                              |
| 1911/12   | Blackburn Rovers                                   | Harry Hampton (25) (Aston Villa), George Holley (25) (Sunderland) und David McLean (25) (Sheffield Wednesday) |
| 1912/13   | AFC Sunderland                                     | David McLean (30) (Sheffield Wednesday)                                                                       |
| 1913/14   | Blackburn Rovers                                   | George Elliott (31) (Middlesbrough)                                                                           |
| 1914/15   | FC Everton                                         | Bobby Parker (36) (Everton)                                                                                   |
| 1916–1919 | kein Spielbetrieb aufgrund des Ersten Weltkrieges  | kein Spielbetrieb aufgrund des Ersten Weltkrieges                                                             |
| 1919/20   | West Bromwich Albion                               | Fred Morris (37) (West Bromwich Albion)                                                                       |
| 1920/21   | FC Burnley                                         | Joe Smith (38) (Bolton)                                                                                       |
| 1921/22   | FC Liverpool                                       | Andy Wilson (31) (Middlesbrough)                                                                              |
| 1922/23   | FC Liverpool                                       | Charlie Buchan (30) (Sunderland)                                                                              |
| 1923/24   | Huddersfield Town                                  | Wilf Chadwick (28) (Everton)                                                                                  |
| 1924/25   | Huddersfield Town                                  | Frank Roberts (31) (Man. City)                                                                                |
| 1925/26   | Huddersfield Town                                  | Ted Harper (43) (Blackburn)                                                                                   |
| 1926/27   | Newcastle United                                   | Jimmy Trotter (37) (Sheffield Wednesday)                                                                      |
| 1927/28   | FC Everton                                         | Dixie Dean (60) (Everton)                                                                                     |
| 1928/29   | Sheffield Wednesday                                | Dave Halliday (43) (Sunderland)                                                                               |
| 1929/30   | Sheffield Wednesday                                | Vic Watson (42) (West Ham)                                                                                    |
| 1930/31   | FC Arsenal                                         | Tom Waring (49) (Aston Villa)                                                                                 |
| 1931/32   | FC Everton                                         | Dixie Dean (45) (Everton)                                                                                     |
| 1932/33   | FC Arsenal                                         | Jack Bowers (35) (Derby County)                                                                               |
| 1933/34   | FC Arsenal                                         | Jack Bowers (34) (Derby County)                                                                               |
| 1934/35   | FC Arsenal                                         | Ted Drake (42) (Arsenal)                                                                                      |
| 1935/36   | AFC Sunderland                                     | William Richardson (39) (West Bromwich Albion)                                                                |
| 1936/37   | Manchester City                                    | Freddie Steele (33) (Stoke City)                                                                              |
| 1937/38   | FC Arsenal                                         | Tommy Lawton (28) (Everton)                                                                                   |
| 1938/39   | FC Everton                                         | Tommy Lawton (34) (Everton)                                                                                   |
| 1940–1946 | kein Spielbetrieb aufgrund des Zweiten Weltkrieges | kein Spielbetrieb aufgrund des Zweiten Weltkrieges                                                            |
| 1946/47   | FC Liverpool                                       | Dennis Westcott (37) (Wolves)                                                                                 |
| 1947/48   | FC Arsenal                                         | Ronnie Rooke (33) (Arsenal)                                                                                   |
| 1948/49   | FC Portsmouth                                      | Willie Moir (25) (Bolton)                                                                                     |
| 1949/50   | FC Portsmouth                                      | Dickie Davis (25) (Sunderland)                                                                                |
| 1950/51   | Tottenham Hotspur                                  | Stan Mortensen (30) (Blackpool)                                                                               |
| 1951/52   | Manchester United                                  | George Robledo (33) (Newcastle)                                                                               |
| 1952/53   | FC Arsenal                                         | Charlie Wayman (23) (Preston) und Peter Harris (23) (Portsmouth)                                              |
| 1953/54   | Wolverhampton Wanderers                            | Jimmy Glazzard (29) (Huddersfield)                                                                            |
| 1954/55   | FC Chelsea                                         | Ronnie Allen (27) (West Bromwich Albion)                                                                      |
| 1955/56   | Manchester United                                  | Nat Lofthouse (32) (Bolton)                                                                                   |
| 1956/57   | Manchester United                                  | John Charles (38) (Leeds)                                                                                     |
| 1957/58   | Wolverhampton Wanderers                            | Bobby Smith (36) (Tottenham)                                                                                  |
| 1958/59   | Wolverhampton Wanderers                            | Jimmy Greaves (33) (Chelsea)                                                                                  |
| 1959/60   | FC Burnley                                         | Dennis Viollet (32) (Man. Utd.)                                                                               |
| 1960/61   | Tottenham Hotspur                                  | Jimmy Greaves (41) (Chelsea)                                                                                  |
| 1961/62   | Ipswich Town                                       | Ray Crawford (33) (Ipswich) und Derek Kevan (33) (West Bromwich Albion)                                       |
| 1962/63   | FC Everton                                         | Jimmy Greaves (37) (Tottenham)                                                                                |
| 1963/64   | FC Liverpool                                       | Jimmy Greaves (35) (Tottenham)                                                                                |
| 1964/65   | Manchester United                                  | Andy McEvoy (29) (Blackburn) und Jimmy Greaves (29) (Tottenham)                                               |
| 1965/66   | FC Liverpool                                       | Roger Hunt (30) (Liverpool)                                                                                   |
| 1966/67   | Manchester United                                  | Ron Davies (37) (Southampton)                                                                                 |
| 1967/68   | Manchester City                                    | George Best (28) (Man. Utd.) und Ron Davies (28) (Southampton)                                                |
| 1968/69   | Leeds United                                       | Jimmy Greaves (27) (Tottenham)                                                                                |
| 1969/70   | FC Everton                                         | Jeff Astle (25) (West Bromwich Albion)                                                                        |
| 1970/71   | FC Arsenal                                         | Tony Brown (28) (West Bromwich Albion)                                                                        |
| 1971/72   | Derby County                                       | Franny Lee (33) (Man. City)                                                                                   |
| 1972/73   | FC Liverpool                                       | Pop Robson (28) (West Ham)                                                                                    |
| 1973/74   | Leeds United                                       | Mick Channon (21) (Southampton)                                                                               |
| 1974/75   | Derby County                                       | Malcolm Macdonald (21) (Newcastle)                                                                            |
| 1975/76   | FC Liverpool                                       | Ted MacDougall (23) (Norwich)                                                                                 |
| 1976/77   | FC Liverpool                                       | Malcolm Macdonald (25) (Arsenal) und Andy Gray (25) (Aston Villa)                                             |
| 1977/78   | Nottingham Forest                                  | Bob Latchford (30) (Everton)                                                                                  |
| 1978/79   | FC Liverpool                                       | Frank Worthington (24) (Bolton)                                                                               |
| 1979/80   | FC Liverpool                                       | Phil Boyer (23) (Southampton)                                                                                 |
| 1980/81   | Aston Villa                                        | Peter Withe (20) (Aston Villa) und Steve Archibald (20) (Tottenham)                                           |
| 1981/82   | FC Liverpool                                       | Kevin Keegan (26) (Southampton)                                                                               |
| 1982/83   | FC Liverpool                                       | Luther Blissett (27) (Watford)                                                                                |
| 1983/84   | FC Liverpool                                       | Ian Rush (32) (Liverpool)                                                                                     |
| 1984/85   | FC Everton                                         | Kerry Dixon (24) (Chelsea) und Gary Lineker (24) (Leicester)                                                  |
| 1985/86   | FC Liverpool                                       | Gary Lineker (30) (Everton)                                                                                   |
| 1986/87   | FC Everton                                         | Clive Allen (33) (Tottenham)                                                                                  |
| 1987/88   | FC Liverpool                                       | John Aldridge (26) (Liverpool)                                                                                |
| 1988/89   | FC Arsenal                                         | Alan Smith (23) (Arsenal)                                                                                     |
| 1989/90   | FC Liverpool                                       | Gary Lineker (24) (Tottenham)                                                                                 |
| 1990/91   | FC Arsenal                                         | Alan Smith (22) (Arsenal)                                                                                     |
| 1991/92   | Leeds United                                       | Ian Wright (32) (Crystal Palace/Arsenal)                                                                      |

### Sieger des neuen First-Division-Formats (1993–2004)jetzt:Football League Championship
Wie oben werden die Gewinner der Saison, die auch den besten Torschützen stellen, in Fettdruck geschrieben.
| Jahr      | Sieger            | Bester Torschütze                                                          |
| --------- | ----------------- | -------------------------------------------------------------------------- |
| 1992/93   | Newcastle United  | Guy Whittingham (42 Tore) (Portsmouth)                                     |
| 1993/94   | Crystal Palace    | John McGinlay (25) (Bolton)                                                |
| 1994/95   | FC Middlesbrough  | John Aldridge (24) (Tranmere)                                              |
| 1995/96   | AFC Sunderland    | John Aldridge (27) (Tranmere)                                              |
| 1996/97   | Bolton Wanderers  | John McGinlay (24) (Bolton)                                                |
| 1997/98   | Nottingham Forest | Pierre van Hooijdonk (29) (Nott. Forest), Kevin Phillips (29) (Sunderland) |
| 1998/99   | AFC Sunderland    | Lee Hughes (31) (West Bromwich Albion)                                     |
| 1999/2000 | Charlton Athletic | Andy Hunt (24) (Charlton)                                                  |
| 2000/01   | FC Fulham         | Louis Saha (27) (Fulham)                                                   |
| 2001/02   | Manchester City   | Shaun Goater (28) (Man. City)                                              |
| 2002/03   | FC Portsmouth     | Swetoslaw Todorow (26) (Portsmouth)                                        |
| 2003/04   | Norwich City      | Andy Johnson (27) (Crystal Palace)                                         |